# 山田知司
山田 知司（やまだ ともじ、1954年6月24日 - ）は、日本の裁判官。大阪地方・家庭裁判所堺支部長、高知地方・家庭裁判所長を経て、2012年より大阪高等裁判所部総括判事。

## 経歴
- 1977年4月 司法修習生（31期）
- 1979年4月 浦和地方裁判所判事補任官
- 1981年4月 浦和地方裁判所・浦和家庭裁判所判事補
- 1982年4月 富山地方裁判所・富山家庭裁判所判事補
- 1986年4月 東京地方裁判所判事補
- 1989年4月 福井地方裁判所・福井家庭裁判所敦賀支部兼小浜支部判事
- 1993年4月 東京法務局訟務部付
- 1995年4月 法務省訟務局付
- 1997年4月 東京地方裁判所判事・東京高等裁判所判事職務代行
- 1998年4月 東京高等裁判所判事
- 2001年4月 大阪地方裁判所部総括判事
- 2009年4月 大阪地方・家庭裁判所堺支部長
- 2011年1月 高知地方・家庭裁判所長
- 2012年6月 大阪高等裁判所部総括判事

## 主な担当訴訟
- 1994年豪雨国賠訴訟
- 茨木市公務外旅行訴訟
- 狭山事件情報公開訴訟
- 平成25年参議院選挙無効訴訟